# Шмитт, Курт
Курт Герман Людвиг Шмитт (7 октября 1886, Хайдельберг, земля Баден-Вюртемберг, Германская империя — 2 ноября 1950, Хайдельберг, земли Баден-Вюртемберг, ФРГ) — немецкий государственный деятель. Рейхсминистр экономики в кабинете Гитлера.

## Биография
С 1905 по 1907 изучал право в Мюнхенском университете. В 1911 добровольцем вступил в чине лейтенанта в Мюнхенский пехотный полк, но уже в 1913 подал в отставку и перешёл на службу в страховую компанию Allianz. Участник Первой Мировой Войны с первых её дней, после ранения в 1917 был отправлен в резерв в чине капитана. И в этом же году он стал членом Правления Allianz, а с 1921 по 1933 возглавлял компанию в качестве генерального директора. Был сторонником политики по сближению с нацистами, неоднократно снабжал крупными суммами лидеров нацистов.
Был одним из участников тайной встречи Гитлера с промышленниками 20 февраля 1933 года.
Весной 1933 Шмитт вступает в НСДАП, так же в этом году он был назначен вице-президентом по промышленности и торговле г. Берлина. 30 июня 1933 назначен рейхсминистром экономики.  В августе 1933 года его так же назначают на должность полномочного представителя Пруссии в федеральном правительстве. В октябре 1933 он стал членом прусского Государственного совета. В августе 1934 отстранён от работы и только в 1935 получает пост председателя правления AEG AG и немецкой газовой континентальной компании в Дессау. В 1933 становится членом почётным СС, членом «Кружка друзей рейхсфюрера СС» и в 1939 получает чин Бригадефюрера СС. В 1937 занял пост Генерального директора страховой компании Munich Re и оставался на этом посту до 1945.
После окончания войны арестован американским властями и подвержен процедуре денацификации. После ряда судебных процессов 1949 был отпущен.
 
Состоял членом Наблюдательных советов ряда крупных предприятий ФРГ.

## Награды
- Железный крест (1914) — 2-го класса
- Знак ранения (1918)- в чёрном
- Крест Военных заслуг (1939) — первого и второго класса
- Меч чести RF-SS
- Кольцо «Мёртвая голова»